# Hima (peuple)
Pour les articles homonymes, voir Hima.
Les Hema sont un groupe ethnolinguistique comptant environ 160 000 membres vivant dans l'est de la République démocratique du Congo, en particulier en Ituri, région de l'ancienne province Orientale. Ils sont également présents et en Ouganda. Son lignage linguistique est le suivant : nigéro-congolais, atlantico-congolais, voltaïco-congolais, bénoué-congolais, bantou, bantou méridional, bas-Bantou, Central, J, et Nyoro-Ganda. Les Hima sont semi-nomades, éleveurs et agriculteurs.

## Ethnonymie
Selon les sources et le contexte, on observe de multiples variantes : Bahema, Bahuma, Hema, Hemas, Huma,
Vahimba, Vahouma, Vahoumba, Wahima.

## Hypothèses

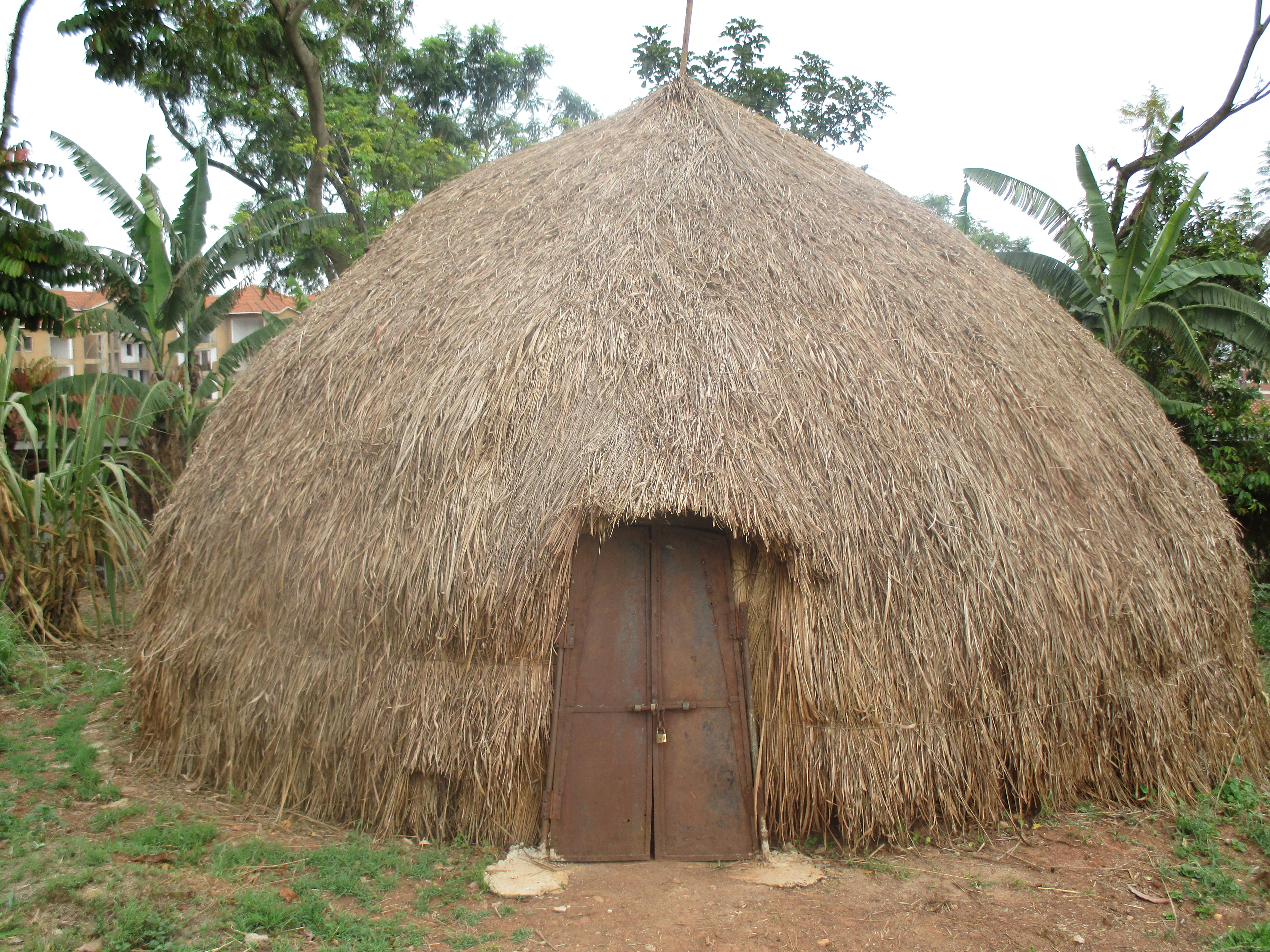
Habitation hima (Uganda Museum).

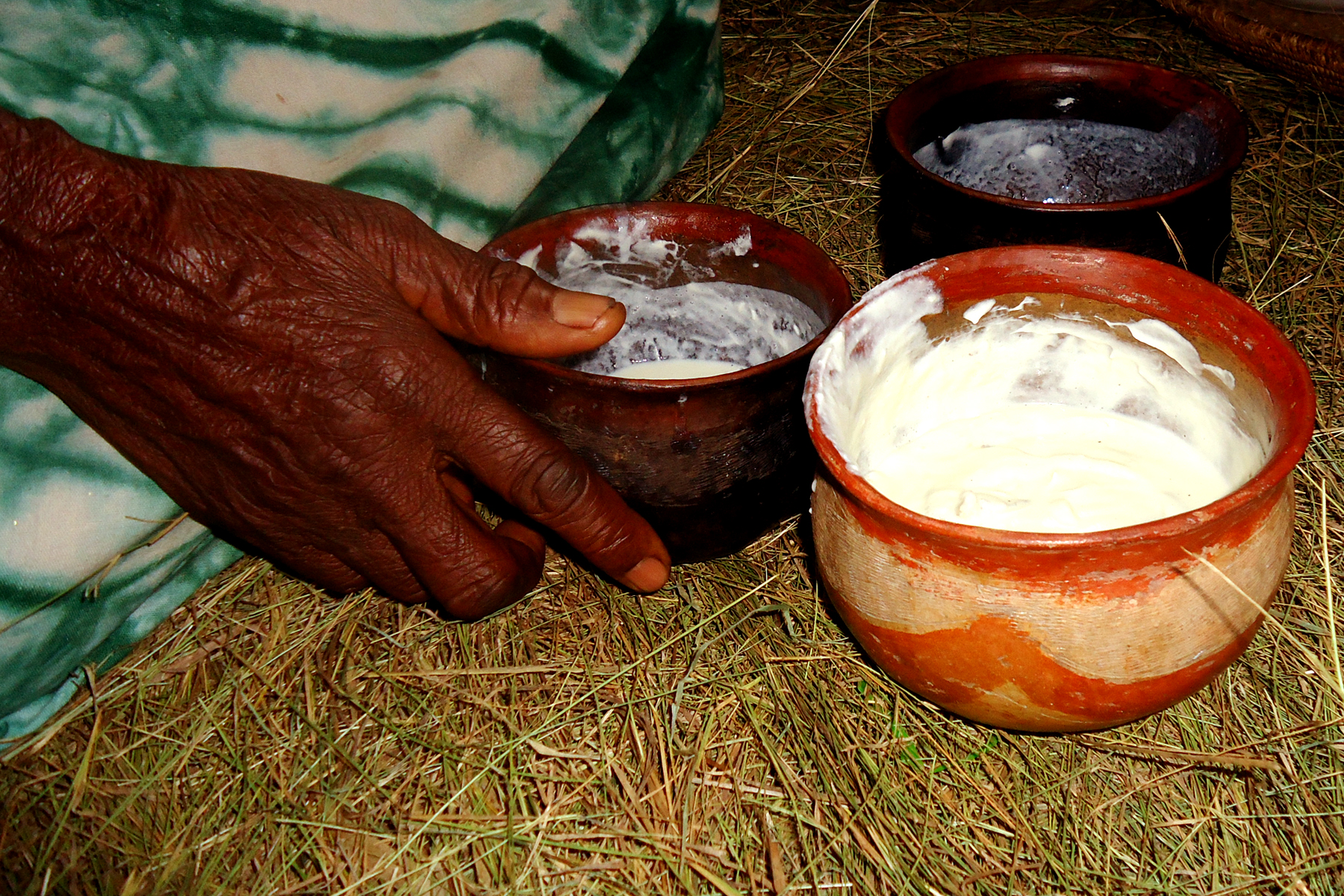
Leshabwe, un beurre clarifié utilisé comme sauce par les hema d'Ankole.

Les Hemas seraient du groupement nilotique, un peuple éleveur venu de la région du Nord comme les Himas (Ouganda). Les théories « ethnistes » qui entourent les spéculations sur l'origine controversées des Tutsis (Rwanda et Burundi), trouvent des échos dans celles des Himas :

« Aucune information sur des rapports éventuels entre les Himas et les Tutsis n'a pu être trouvée parmi les sources consultées par la Direction des recherches. Toutefois, Le manifeste de la paix en République démocratique du Congo, document de l'organisation Congo Fraternité et paix publié sur le site Internet Ethno-Net Africa de l'Organisation des Nations Unies pour l'éducation, la science et la culture (UNESCO), signale que les Hemas « seraient plutôt des Nilotiques proches des Tutsi [et que] ceci explique que certains des leurs ont été tués à Kinshasa lors de la chasse aux Tutsis à partir d'août 1998 » (Congo Fraternité et paix févr. 2002). En outre, un rapport de Human Rights Watch (HRW), citant les propos de son recherchiste principal de retour de l'Ituri, signalait que les hemas et les Lendus eux-mêmes s'identifiaient respectivement aux Tutsis et aux Hutus du Rwanda qui n’est pas réel.Car les hemas sont comme les Batoro et Banyoro de l’Ouganda (janvier  2001; voir aussi Drake mai 2006). »

## Histoire
La situation en Ituri est très particulière tant sur le plan interne qu'externe. D'abord les ethnies se sont opposées pour des disputes des terres. Ces affrontements ont été exploités d'une manière et d'une autre par des leaders ethniques, intellectuels et politiques de chaque peuple. Ensuite, présentant une figure d'enfant orphelin, le district de l'Ituri a été envahi par des forces étrangères soutenues cependant par quelques fils de la région. Ce qui a occasion un pillage à grande échelle de ses richesses. D'autres, par ailleurs, ont trouvé en ce conflit une voie d'émergence sur le plan politique à l'échelle nationale et même sur le plan militaire, ils ont tiré les ficelles d'une manière ou d'une autre en guise de satisfaire leurs appétits gloutons. Mais, ces affrontements ont coûté la vie à des centaines des milliers de personnes. Ils ont également occasionné des milliers de déplacés et des dizaines de sans abri qui jusqu'à ce jours ont encore du mal à retourner dans leurs milieux d'origines.
Un conflit entre les Lendu et les Hema est à l'origine de la guerre en Ituri.